# Chromatomyia pseudogentii
Chromatomyia pseudogentii är en tvåvingeart som beskrevs av Beiger 1972. Chromatomyia pseudogentii ingår i släktet Chromatomyia och familjen minerarflugor.
Artens utbredningsområde är Polen. Inga underarter finns listade i Catalogue of Life.